# Anthophorula albovestita
Anthophorula albovestita là một loài Hymenoptera trong họ Apidae. Loài này được Timberlake mô tả khoa học năm 1947.